# I Have a Dream (singel)
I Have a Dream – singel zespołu ABBA z albumu Voulez-Vous. Utwór był ostatnim singlem wydanym przez zespół w latach 70. Oprócz członków zespołu, w piosence śpiewa również chór dziecięcy. Zespół promował ten singel m.in. w programie The Late, Late Breakfast Show oraz podczas koncertu na Wembley.

## Pozycje na listach
| Lista (1979/1980)               | Pozycja |
| ------------------------------- | ------- |
| Australian Singles Chart        | 64      |
| Austria Singles Chart           | 1       |
| Belgia Singles Chart            | 1       |
| UK Singles Chart                | 2       |
| Kanada Adult Contemporary Chart | 1       |
| Cypr Singles Chart              | 1       |
| Holandia Singles Chart          | 1       |
| Eurochart Hot 100 Singles       | 1       |
| Francja Singles Chart           | 42      |
| Niemcy Singles Chart            | 4       |
| Irish Singles Chart             | 2       |
| Rodezja Singles Chart           | 7       |
| RPA Chart                       | 3       |
| Szwajcaria Singles Chart        | 1       |

## Wersja Westlife
boysband Westlife nagrał cover utworu "I Have a Dream" w grudniu 1999, dwadzieścia lat po oryginalnej wersji ABBA. Piosenka stała się czwartym numerem jeden zespołu na Wyspach Brytyjskich. Limitowana edycja singla zawierająca utwór "Seasons in the Sun" stała się świątecznym numerem jeden w Wielkiej Brytanii, utrzymując swą pozycję do stycznia 2000 roku. Do dziś zajmuje czterdzieste siódme miejsce wśród Bożonarodzeniowych numerów jeden w Wielkiej Brytanii. Utwór był także ostatnim numerem jeden w latach 90. Piosenka otrzymała certyfikat platyny w Wielkiej Brytanii za 600 000 sprzedanych egzemplarzy.

### Lista utworów
1. "I Have a Dream" (Single Remix) – 4:06
2. "Seasons in the Sun" (Single Remix) – 4:10
3. "On the Wings of Love" – 3:22

### Pozycje na listach
| Kraj/lista             | Najwyższa pozycja |
| ---------------------- | ----------------- |
| Niemcy                 | 24                |
| Irlandia               | 1                 |
| Nowa Zelandia          | 10                |
| Szwecja                | 15                |
| Szwajcaria             | 18                |
| UK Singles Chart       | 1                 |
| UK Radio Airplay Chart | 7                 |